# Ignești
Ignești è un comune della Romania di 775 abitanti, ubicato nel distretto di Arad, nella regione storica della Transilvania.
Il comune è formato dall'unione di 4 villaggi: Ignești, Minead, Nădălbești, Susani.
L'economia del comune è prevalentemente agricola, anche se si sta cercando di puntare sul turismo rurale. Oltre alle colture di seminativi e piante da legno ed alla zootecnica, particolarmente diffusa è l'apicoltura.